# Jun Tamano
Jun Tamano (玉乃 淳 Tamano Jun?, nacido el 19 de junio de 1984 en Tokio) es un exfutbolista japonés. Jugaba de centrocampista y su último club fue el Thespa Kusatsu de Japón.

## Trayectoria

### Clubes
| Club             | País  | Año         |
| ---------------- | ----- | ----------- |
| Tokyo Verdy      | Japón | 2002 - 2005 |
| Tokushima Vortis | Japón | 2006        |
| Yokohama FC      | Japón | 2007        |
| Tokushima Vortis | Japón | 2008        |
| Thespa Kusatsu   | Japón | 2009        |

## Palmarés

### Títulos nacionales
| Título             | Club        | País  | Año  |
| ------------------ | ----------- | ----- | ---- |
| Copa del Emperador | Tokyo Verdy | Japón | 2004 |